# 皮赫蒂普達斯

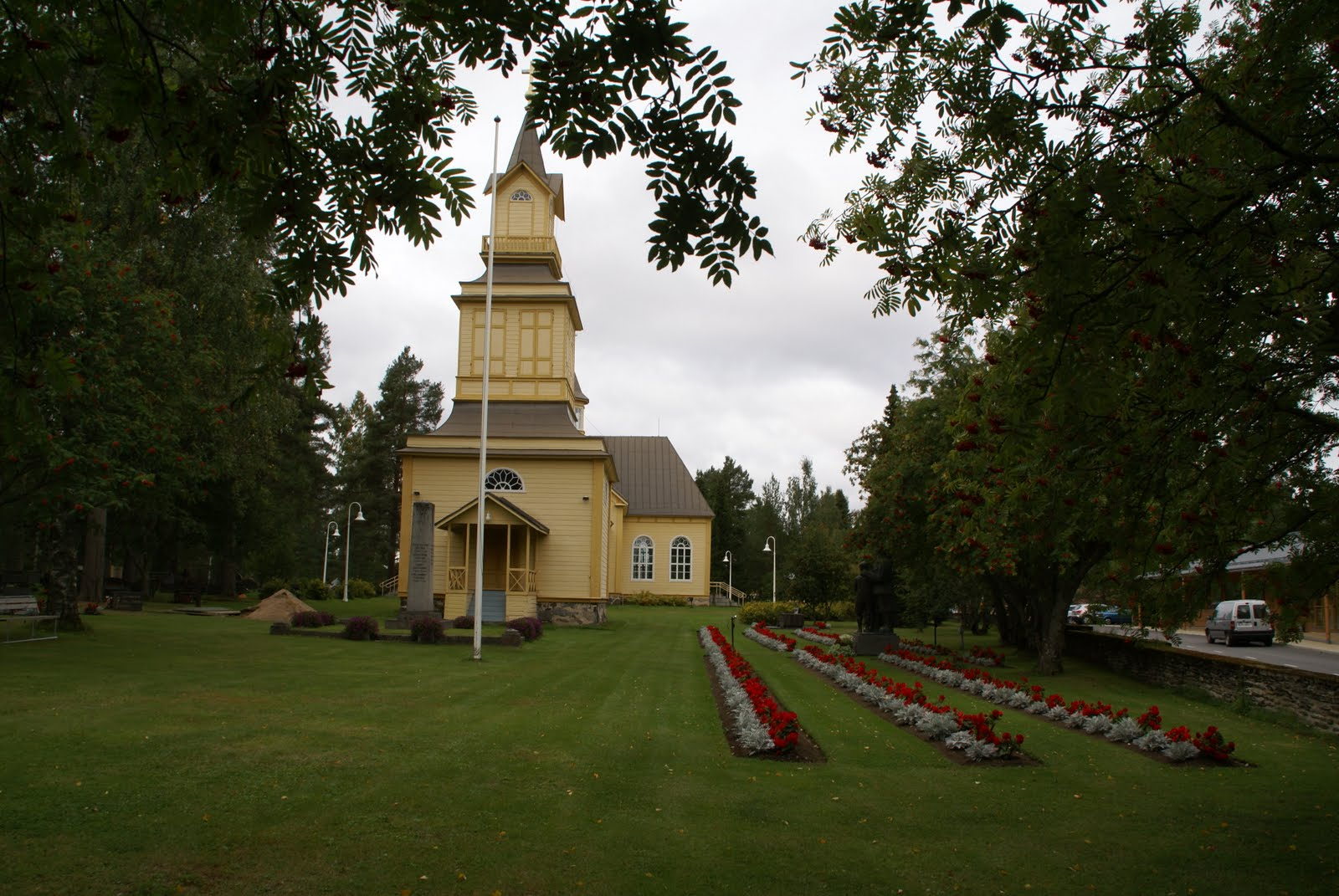

皮赫蒂普達斯是芬蘭的城鎮，位於該國中部，由中芬蘭區負責管轄，距離于韋斯屈萊約140公里，面積1,247平方公里，2013年人口4,492，人口密度為每平方公里4.18人。

## 外部連結
- Municipality of Pihtipudas （页面存档备份，存于） – Official website